# Firas Lahyani
Firas Lahyani (Sfax, 16 de julio de 1991) es un baloncestista profesional tunecino que juega en la posición de ala-pívot para el US Monastir de su país. Ha sido miembro de la selección de baloncesto de Túnez.

## Trayectoria

### Clubes
Surgido del Sfax Railways Sports, en 2013 se incorporó al US Monastir. En ese club permanecería hasta 2022, siendo parte de la escuadra que conquistó cuatro ediciones consecutivas del Championnat Pro A de Túnez (de 2019 a 2022) y el título de la Basketball Africa League en 2022.
En junio de 2022 fichó con el Smouha SC de la Superliga de Baloncesto de Egipto. Sin embargo retornó al US Monastir a comienzos de febrero de 2023, justo a tiempo para reforzar al equipo que disputaría la Copa Intercontinental FIBA 2023 en San Cristóbal de La Laguna, España. En octubre de ese año jugó el Campeonato Árabe de Clubes de Baloncesto con el AS Salé de Marruecos, antes de regresar al US Monastir.

### Selección nacional
Lahyani fue parte de la selección de baloncesto de Túnez que disputó el Torneo Preolímpico FIBA 2016 y el Afrobasket 2017.

### Baloncesto 3x3
Lahyani ha jugado en torneos de baloncesto 3x3 con diversos equipos. 
En 2014 compitió con la selección de su país en la Copa Mundial de Baloncesto 3x3, organizada en la ciudad rusa de Moscú. Allí también participó del torneo de mates, en el cual obtuvo la medalla de oro y fue apodado como "Air Tunisia".